# Evangelický kostel (Horní Vilémovice)
Evangelický kostel v Horních Vilémovicích je chrámem Páně sboru Českobratrské církve evangelické v Horních Vilémovicích. Kostel byl vystavěn po roce 1787, modlitebna je budovou s valbovou střechou s původně dřevěným šindelem a později cementovou krytinou. Součástí stavby je také věž s hodinami a zvonem. Kostel je chráněn jako kulturní památka České republiky.

## Historie
Po vydání tolerančního patentu bylo umožněno evangelíkům přihlásit se k jiné víře, museli se přihlásit veřejně, kdy v třebíčském panství komise, ke které se museli přihlásit, zasedala v dubnu 1782, celkem se přihlásilo 98 rodin a 483 osob, pro založení nového sboru bylo nutno 100 rodin či 500 osob. Jihlavský hejtman podal žádost o založení nového sboru spolu s výjimkou pro nedostatečný počet rodin.
Dne 17. listopadu 1783 byl vydán dekret o povolení zřízení modlitebny a povolání kazatele. Nicméně již v červnu 1782 bylo úřadem v Třebíči určeno místo pro stavbu modlitebny v Horních Vilémovicích spolu s místem dosavadního konání bohoslužeb a místem pro ubytování faráře.
Prvním kazatelem byl Štěpán Wasserheli (příp. Vassarhely), který získal povolení k vykonávání služeb Božích, vysluhování svátostí a sprovázení pohřbů 16. května 1784.
Výstavba kostela začala v roce 1787 a za dva roky, 30. listopadu 1789, byl pak kostel vysvěcen. Na stavbu modlitebny se tehdy použil nejlevnější dostupný materiál. Na svém začátku sbor získal z Curychu Bibli a také od hraběnky Kendefy bohoslužebné nádoby. V roce 1793 došlo k výstavbě fary pro ubytování kazatele. Během prvních 33 let fungování sboru se v jeho čele vystřídalo celkem osm farářů. V roce 1836 však do sboru přišel kazatel Jan Voškrda, který sloužil až do roku 1886. Za jeho působení byla v roce 1884 vystavěna kazatelská stanice v Náměšti nad Oslavou. Na začátku dvacátého století (1902) za působení faráře Jaroslava Urbánka získal kostel novou střechu, dále se vybudovala věž se zvony a zakoupily se též varhany.
V roce 1890 proběhly první evangelické bohoslužby v Třebíči, které se po mnoho let konaly v hostinci u Poláků. Roku 1899 vznikla kazatelská stanice v Třebíči a o deset let později (1909) pak začala i stavba budovy třebíčského evangelického kostela.
V roce 1933 byl v Horních Vilémovicích otevřen nový sborový dům–fara, jejíž součástí je i zimní modlitebna.

## Galerie

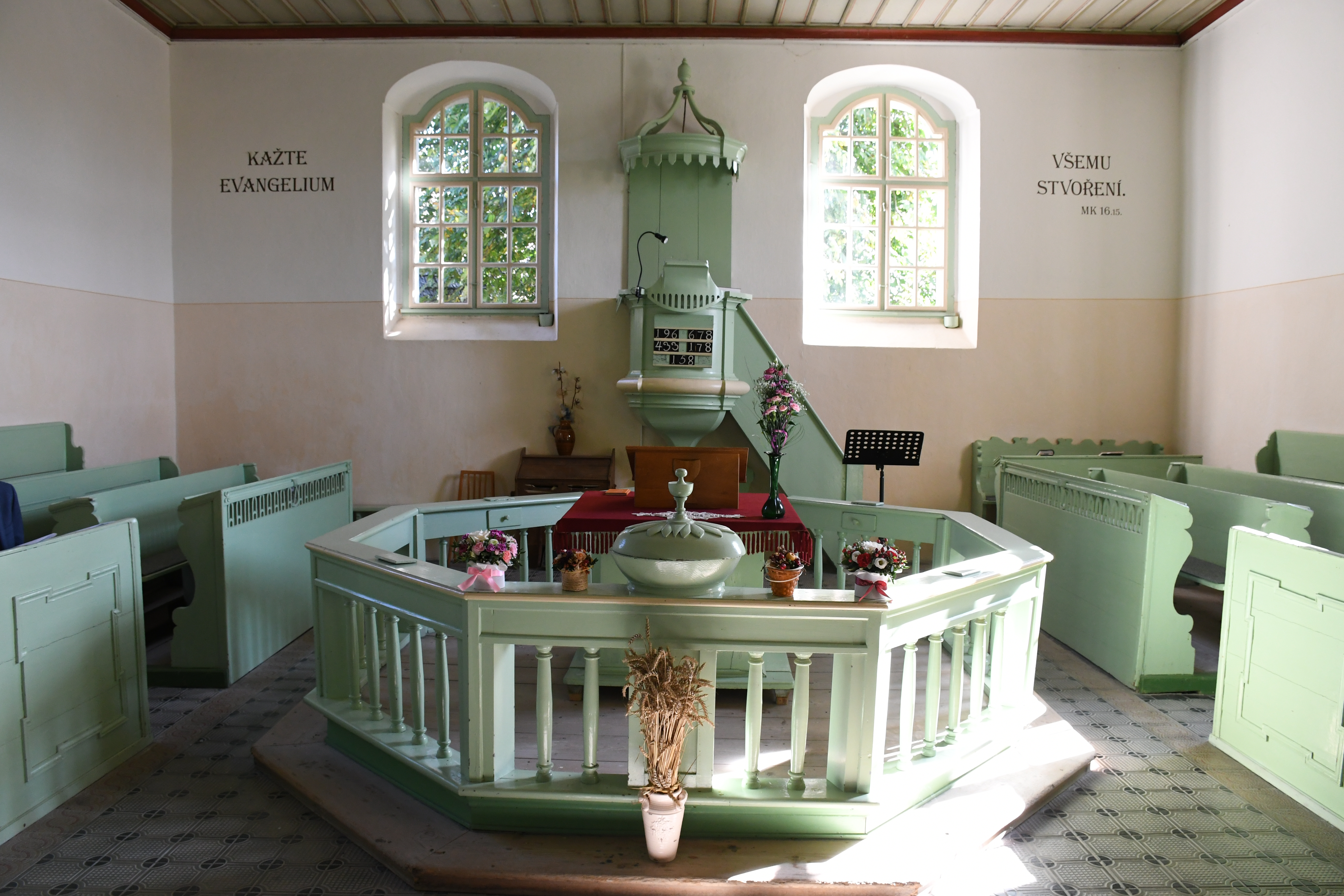
Interiér kostela
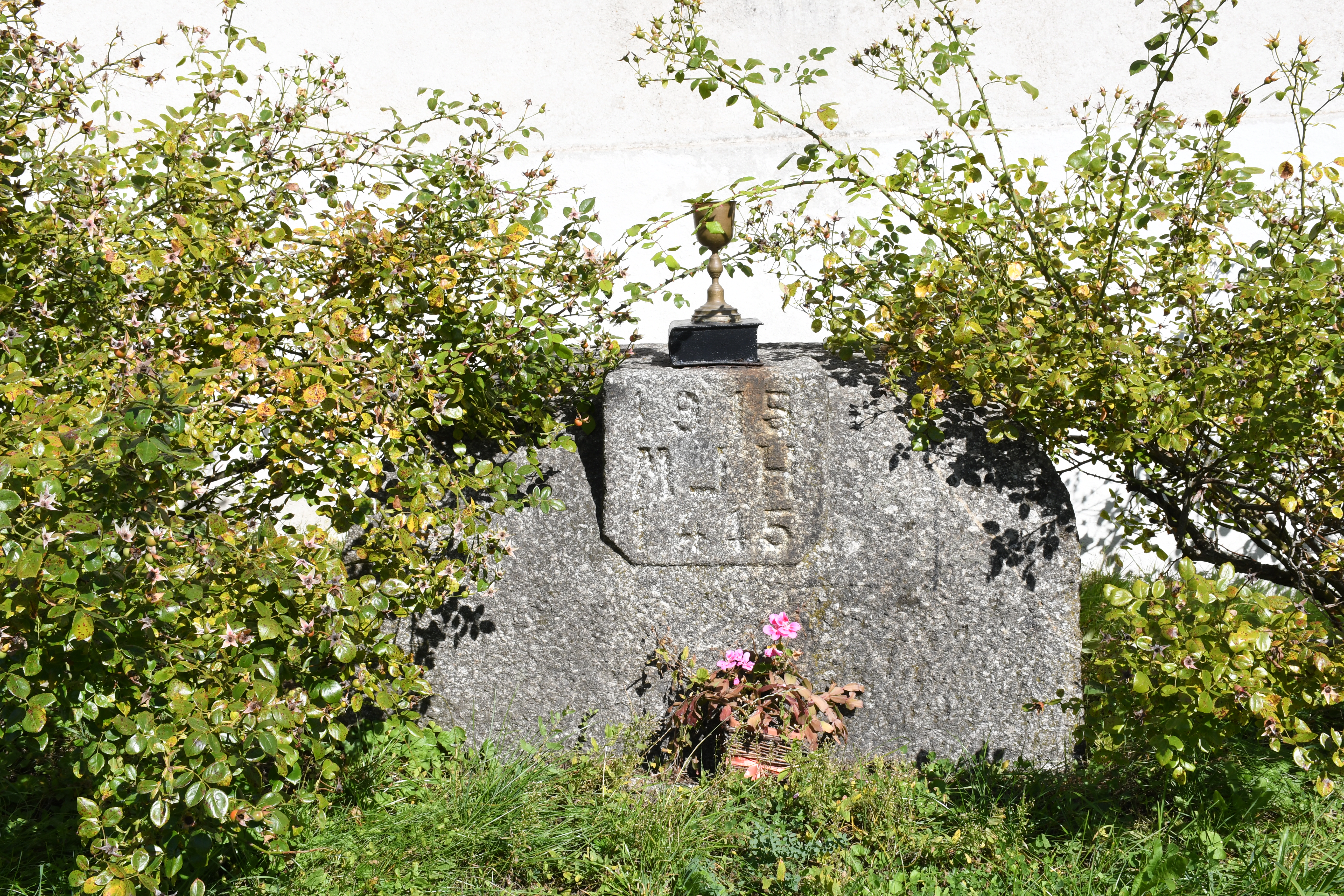
Pomník mistra Jana Husa před Kostelem
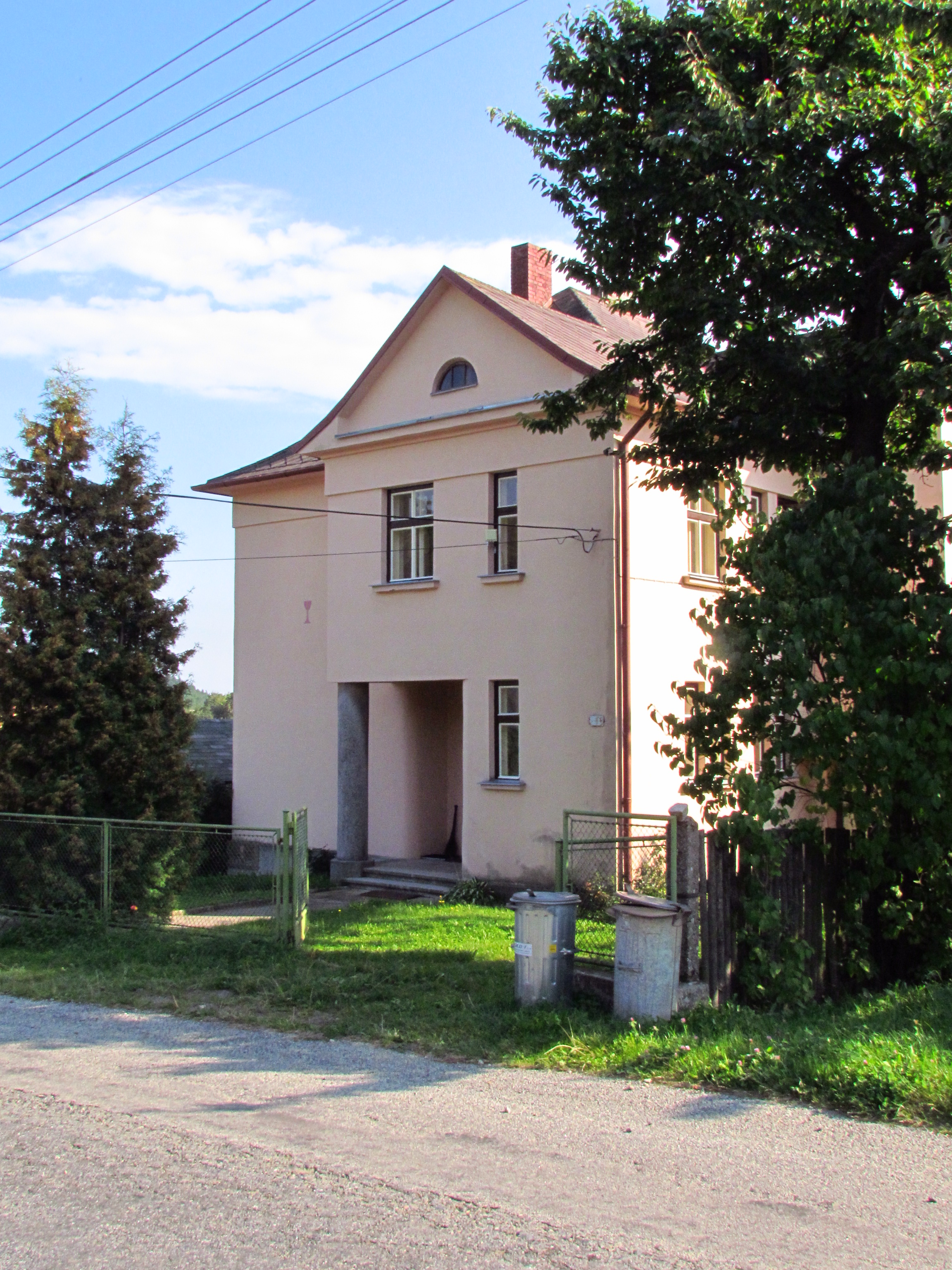
Fara